# Ticayou
Ticayou est un personnage de bande dessinée créé en 2009 par Priscille Mahieu (dessins) et Éric Le Brun (scénario). Les albums sont publiés chez Milan, puis par les Editions Tautem. Les histoires, sans texte, mettent en scène les aventures de Ticayou, un petit Cro-Magnon. Le récit est humoristique, mais il se situe dans un contexte préhistorique réaliste,,.

## Albums
1. Ticayou, le Petit Cro-Magnon, avril 2009, Éditions Milan  (ISBN 9782745937940)
2. Ticayou, chasseur de la Préhistoire, novembre 2009, Éditions Milan  (ISBN 9782745940537)
3. La rivière sauvage, octobre 2017, Editions Tautem  (ISBN 9791097230074)
4. Les inédits, octobre 2017, Editions Tautem. (Tirage limité, signé par les auteurs).
5. Ticayou, le petit Cro-Magnon, L'intégrale, juillet 2022, Editions Tautem (ISBN 9791097230432)

## Expositions
Paléo-Bulles, Pôle d'Interprétation de la Préhistoire, Les Eyzies, mai 2021/février 2022